# Месје 73
Месје 73 (М73) је четворострука звезда у сазвежђу Водолија која се налази у Месјеовом каталогу објеката дубоког неба.
Деклинација објекта је - 12° 38' 0" а ректасцензија 20h 58m 56,0s. Привидна величина (магнитуда) објекта М73 износи 8,9. М73 је још познат и под ознакама NGC 6994, OCL 89.